# Johnny Larsen
Pour plus de détails, voir Fiche technique et Distribution.
Johnny Larsen est un film danois réalisé par Morten Arnfred, sorti en 1979.

## Fiche technique
- Titre : Johnny Larsen
- Réalisation : Morten Arnfred
- Scénario : Morten Arnfred d'après le roman de John Nehm
- Musique : Kasper Winding
- Photographie : Dirk Brüel
- Production : Just Betzer
- Société de production : Panorama Film
- Pays de production :  Danemark
- Genre : Romance et drame
- Durée : 100 minutes
- Date de sortie : 
  - Danemark : 1er octobre 1979

## Distribution
- Allan Olsen : Johnny Larsen
- Ole Meyer : Hans
- Elsebeth Nielsen : Britta, la petite amie de Johnny
- Frits Helmuth : le père de Johnny
- Aksel Erhardtsen : le père de Hans
- Berthe Qvistgaard : la grand-mère de Johnny
- Hanne Ribens : la mère de Johnny
- Birgit Sadolin : la mère de Britta
- Karl Stegger : le grand-père de Johnny
- Holger Vistisen : Svend

## Distinctions
Le film a reçu quatre Bodil : meilleur film, meilleur acteur pour Allan Olsen, meilleur second rôle masculin pour Frits Helmuth et meilleur second rôle féminin pour Berthe Qvistgaard.